# Ferrovia Udine-Trieste
La ferrovia Udine-Trieste è una linea ferroviaria italiana di proprietà statale che congiunge Udine a Trieste dopo aver attraversato la parte centrale e orientale del Friuli-Venezia Giulia.
La linea è a doppio binario ed è interamente elettrificata a 3000 V corrente continua. L'unica stazione che ha funzione di interscambio con altre linee è la stazione di Monfalcone, nei pressi della quale avviene la congiunzione con la ferrovia Venezia-Trieste: il tronco Monfalcone-Trieste è in comune con questa linea ferroviaria.
La gestione della linea è affidata a RFI SpA che la classifica come fondamentale, mentre il traffico passeggeri sia regionale sia a lunga percorrenza è gestito da Trenitalia. La ferrovia è utilizzata da convogli merci di diverse società ferroviarie.

## Storia
| Tratto                 | Attivazione     | Attivazione |
| ---------------------- | --------------- | ----------- |
| Trieste-Bivio Galleria | 28 luglio 1857  | [ 2 ]       |
| Bivio Galleria-Cormons | 1º ottobre 1860 |             |
| Cormons-Udine          | 3 ottobre 1860  |             |
| Manuale                |                 |             |

La storia del percorso risale ai tempi dell'Impero austriaco, perché il governo voleva collegare la capitale Vienna con il Regno Lombardo-Veneto.
Nel 1857 furono completate le linee Vienna - Trieste ("Südbahn") e Milano - Venezia ("Ferdinandsbahn").
La ferrovia Udine - Trieste, aperta nel 1860, colmò il vuoto tra Aurisina (poi Nabresina) nei pressi di Trieste via Udine e più a ovest fino a Casarsa sulla ferrovia per Venezia con il ponte sul Tagliamento.
Nel 1866, dopo che nel 1860 la Lombardia era stata annessa al Regno di Sardegna, anche il Veneto fu annesso al Regno d'Italia a seguito della guerra austro-prussiana. Il percorso divenne così internazionale e la stazione di Cormons divenne una stazione di confine. Nel 1918 l'intero percorso divenne italiano.
Il raddoppio fra Mossa e Rubbia venne attivato il 13 marzo 1988, il tratto successivo fra Rubbia e Sagrado l'8 aprile 1990.

## Caratteristiche
La linea è una ferrovia a doppio binario interamente elettrificata a corrente continua con tensione a 3000 Volt. 

### Percorso
| Continuation backward |

| Unknown route-map component "CONTgq" | Unknown route-map component "ABZg+r" |  |

| Station on track |

|  | Unknown route-map component "d" | Unknown route-map component "ABZgl" | Unknown route-map component "SPLaq" | Unknown route-map component "dvCONTfq" |

| Non-passenger station/depot on track |

|  | Unknown route-map component "d" | Unknown route-map component "ABZgl+xl" | Unknown route-map component "ABZq+l" | Unknown route-map component "dCONTfq" |

| Unknown route-map component "dCONTgq" | Unknown route-map component "ekABZq2" | Unknown route-map component "KRZo+k2x3" | Unknown route-map component "kkABZ3r" | Unknown route-map component "d" |

| Unknown route-map component "kABZg+1x4" |

| Unknown route-map component "eHST" |

| Unknown route-map component "hKRZWae" |

| Unknown route-map component "HSTeBHF" |

| Unknown route-map component "HSTeBHF" |

| Unknown route-map component "hKRZWae" |

| Station on track |

| Unknown route-map component "hKRZWae" + Unknown route-map component "exlZOLL" |

| Station on track |

| Unknown route-map component "eBHF" |

| Unknown route-map component "exCONTgq" | Unknown route-map component "eABZgr" |  |

| Small non-passenger station on track |

| Small non-passenger station on track |

| Unknown route-map component "eHST" |

| Unknown route-map component "hKRZWae" |

| Station on track |

|  | Unknown route-map component "ABZgl" | Unknown route-map component "CONTfq" |

| Unknown route-map component "eBHF" |

| Unknown route-map component "exCONTgq" | Unknown route-map component "eABZgr" |  |

| Unknown route-map component "eBHF" |

| Unknown route-map component "SKRZ-Ao" |

| Unknown route-map component "eHST" |

| Stop on track |

| Unknown route-map component "exCONTgq" | Unknown route-map component "eABZg+r" |  |

| Non-passenger station/depot on track |

| Unknown route-map component "SKRZ-Au" |

| Station on track |

| Unknown route-map component "kABZg3" |

| Unknown route-map component "dCONTgq" | Unknown route-map component "kABZr+12" | Unknown route-map component "STR+k34" | Unknown route-map component "d" |  |

| Unknown route-map component "kABZg+4" + Small non-passenger station on track |

| 53+677  |
| 116+266 |

| Station on track |

| Unknown route-map component "exCONTgq" | Unknown route-map component "eABZg+r" |  |

|  | Unknown route-map component "ABZgl" | Unknown route-map component "CONTfq" |

| Unknown route-map component "exGRZq" + Unknown route-map component "eZOLL" |

| Enter and exit tunnel |

| Unknown route-map component "eHST" |

| Stop on track |

| Station on track |

| Unknown route-map component "kABZg2" |

| Unknown route-map component "+c" | Enter and exit short tunnel + Unknown route-map component "kSTRc12" | Unknown route-map component "kABZl+34" | Unknown route-map component "cCONTfq" |

| Unknown route-map component "kABZg+1" |

| 131+315 |
| 13+687  |

| Unknown route-map component "eHST" |

| Unknown route-map component "eDST" |

| Stop on track |

| Unknown route-map component "BRK3" |

|  | Unknown route-map component "ABZgl" | Unknown route-map component "dSTRq" + Unknown route-map component "dPORTALl" | Unknown route-map component "tdSTR+r" |

|  | Unknown route-map component "d" | Unknown route-map component "v-STR" | Unknown route-map component "d" | Unknown route-map component "tABZl+l" | Unknown route-map component "dCONTfq" |

|  | Unknown route-map component "ABZg+l" | Unknown route-map component "dSTRq" + Unknown route-map component "dPORTALl" | Unknown route-map component "tdSTRr" |

| Unknown route-map component "exKDSTa" | Straight track |  |

| Unknown route-map component "exKRWgl" | Unknown route-map component "eKRWg+r" |  |

| Unknown route-map component "exKRWg+l" | Unknown route-map component "eKRWgr" |  |

| Unknown route-map component "exDST" | Non-passenger station/depot on track |  |

| Unknown route-map component "exSTR" | End station |  |

| Unknown route-map component "exCONTf" |